# Pegantha triloba
Pegantha triloba är en nässeldjursart som beskrevs av Ernst Haeckel 1879. Pegantha triloba ingår i släktet Pegantha och familjen Solmarisidae. Inga underarter finns listade i Catalogue of Life.